# Cuorgnè
Cuorgnè (piemontiul: Corgnè) település Olaszországban, Lombardia régióban, Torino megyében. Lakosainak száma 9524 fő (2023. január 1.). Cuorgnè Alpette, Canischio, Castellamonte, San Colombano Belmonte, Valperga, Borgiallo, Chiesanuova, Prascorsano és Pont-Canavese községekkel határos.

## Népesség
A település népességének változása:
| Lakosok száma | 9789 | 9728 | 9524 |
|               | 2017 | 2018 | 2023 |